# Барон Килмейн
Барон Килмейн — наследственный титул, созданный дважды в системе Пэрства Ирландии.

## История
Впервые баронский титул был создан 8 февраля 1722 года для ирландского офицера британской армии достопочтенного Джеймса О’Хары (1682—1774). Он был сыном генерал-лейтенанта Чарльза О’Хары, 1-го барона Тайроули (ум. 1724), главнокомандующего английскими войсками в Ирландии (1714—1721). В 1724 году после смерти своего отца Джеймс О’Хара унаследовал титул 2-го барона Тайроули. В 1774 году после смерти Джеймса О’Хары титулы барона Килмейна и барона Тайроули прервались.
21 сентября 1789 года баронский титул был вторично создан для сэра Джона Брауна, 7-го баронета из Нила (1730—1794), который получил титул барона Килмейна из Нила в графстве Мейо. Ранее он заседал в Ирландской Палате общин от Ньютаунардса (1776—1783) и Карлоу Боро (1783—1790). Его внук, Джон Кавендиш Браун, 3-й барон Килмейн (1794—1873), заседал в Палате лордов как ирландский пэр-представитель (1849—1873). Его преемником стал его старший сын, Фрэнсис Уильям Браун, 4-й барон Килмейн (1843—1907). Он также был ирландским пэром-представителем в Палате лордов Великобритании (1890—1907). Его сын, Джон Эдвард Ли Браун, 5-й барон Килмейн (1878—1946), также заседал в Палате лордов в качестве ирландского пэра-представителя с 1911 по 1946 год.
Джон Дэвид Генри Браун, 7-й барон Килмейн (1948—2013), проживал в Уэст-Мидлендсе и был одним из основателей «Whale Tankers Ltd» в Солихалле. Его вдова, Линда, была верховным шерифом Уорикшира (2009—2010). По состоянию на 2013 год носителем титула являлся единственный сын последнего, Джон Фрэнсис Сэндфорд Браун, 8-й барон Климейн (род. 1983). Он проживает в общине Кэмпхилл в Южном Уэльсе.
Титул баронета Брауна из Нила в графстве Мейо (Баронетство Новой Шотландии) был создан 21 июня 1636 года для Джона Брауна (ум. 1670). Тем не менее, они никогда не носил этот титул. Использоваться титул впервые стал его праправнук, сэр Джон Браун, 6-й баронет (1725—1765). Последнему наследовал его младший брат, сэр Джон Браун, 7-й баронет (1730—1794), получивший в 1789 году титул барона Килмейна.
Еще два других члена семьи Браун смогли достичь пэрского звания. Джон Браун, 1-й граф Алтамонт (ок. 1706—1776), дед Джона Брауна, 1-го маркиза Слайго, был внуком полковника Джона Брауна, младшего сына сэра Джона Брауна, 1-го баронета. Августа Браун (1834—1893), младшая дочь его высокопреподобия достопочтенного Генри Монтегю Брауна (1799—1884), второго сына 2-го барона Килмейна, получила в 1880 году титул баронессы Болсовер.

## Бароны Килмейн, первая креация (1722)
- 1722—1774: Фельдмаршал Джеймс О’Хара, 2-й барон Тайроули и 1-й барон Килмэйн (1682 — 14 июля 1774), единственный сын и преемник генерал-лейтенанта Чарльза О’Хары, 1-го барона Тайроули[англ.] (ум. 1724).

## Баронеты Браун из Нила (1636)
- 1636—1670: Сэр Джон Браун, 1-й баронет (ум. 1670), сын Джозайи Брауна (ок. 1579—1634)[1]
- 1670—1698: Сэр Джордж Браун, 2-й баронет (ум. май 1698), сын предыдущего[2]
- 1698—1711: Сэр Джон Браун, 3-й баронет (ум. 11 апреля 1711), сын предыдущего[3]
- 1711—1737: Сэр Джордж Браун, 4-й баронет[англ.] (ум. 8 мая 1737), старший сын предыдущего, депутат Ирландской Палаты общин от Каслбара (1713—1714)[4]
- 1737—1762: Сэр Джон Браун, 5-й баронет (ум. 2 октября 1762), младший брат предыдущего[5]
- 1762—1765: Сэр Джордж Браун, 6-й баронет (1725 — 9 сентября 1765), старший сын предыдущего[6]
- 1765—1794: Сэр Джон Браун, 7-й баронет[англ.] (20 мая 1730 — 7 июня 1794), сын Джона Брауна, 5-го баронета (ум. 1762), младший брат предыдущего, барон Килмейн с 1789 года[7].

## Бароны Килмейн, вторая креация (1789)
- 1789—1794: Джон Браун, 1-й барон Килмейн[англ.] (20 мая 1730 — 7 июня 1794), младший сын сэра Джона Брауна, 5-го баронета (ум. 1762)[7]
- 1794—1825: Джеймс Колфилд Браун, 2-й барон Килмейн[англ.] (16 марта 1765 — 23 мая 1825), старший сын предыдущего[8]
- 1825—1873: Джон Кавендиш Браун, 3-й барон Килмейн (11 июня 1794 — 13 января 1873), старший сын предыдущего[9]
- 1873—1907: Фрэнсис Уильям Браун, 4-й барон Килмейн (29 марта 1843 — 9 ноября 1907), старший сын предыдущего от второго брака[10]
- 1907—1946: Джон Эдвард Дин Браун, 5-й барон Килмейн (18 марта 1878 — 27 августа 1946), единственный сын предыдущего[11]
- 1946—1978: Джон Фрэнсис Арчибальд Браун, 6-й барон Килмейн (22 сентября 1902 — 26 июля 1978), старший сын предыдущего[12]
- 1978—2013: Джон Дэвид Генри Браун, 7-й барон Килмейн (2 апреля 1948 — 12 января 2013), единственный сын предыдущего[13]
- 2013 — настоящее время: Джон Фрэнсис Сэндфорд Браун, 8-й барон Килмейн (род. 4 апреля 1983), единственный сын предыдущего[14]
  - Наследник титула: доктор Майкл Колфилд-Браун (род. 1966), единственный сын Реджинальда Малколма Колфилда-Брауна (1928—????), внук Эдварда Джеймса Колфилда-Брауна (1903—1984), правнук Обри Колфилда-Брауна (1860—1953), праправнук преподобного Уильяма Джеймса Колфилда-Брауна (1825—1893), семиюродный брат предыдущего[15].